# Jack Adams Award

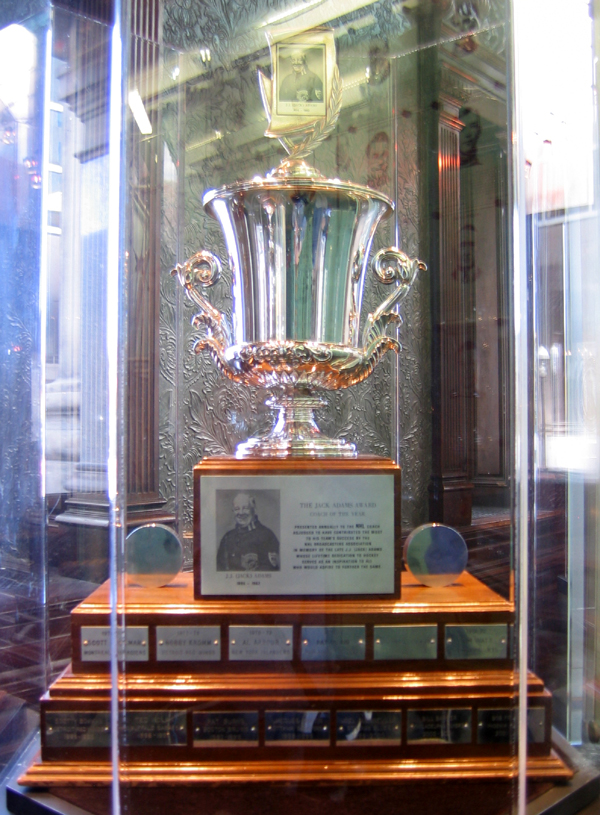
Jack Adams Award

Jack Adams Award se uděluje každoročně od roku 1974 a je určena výhradně pro trenéry působící v NHL. Je obdobou hráčské Ted Lindsay Award. Trofej věnovala Asociace trenérů NHL pro kouče, který se nejvíce zasloužil o úspěch svého týmu. Trofej má specifické hodnocení, které ne vždy odráží postavení kouče z hlediska úspěšnosti jeho týmu, ale faktem je, že vítěz této trofeje je v NHL vysoko ceněn. Stává se držitelem trofeje, jež nese jméno jednoho z nejlepších koučů a manažerů historie NHL - Johnovi Jamesovi Adamsovi, bývalého hráče Toronto Maple Leafs, Vancouver Canucks a Ottawa Senators, člena Síně slávy NHL.
Trofej získalo 34 různých trenérů. Čtyři z nich získali ocenění dvakrát, zatímco Pat Burns vyhrál třikrát. Jacques Demers jako jediný vyhrál dvakrát po sobě. Čtyři trenéři získali ocenění se dvěma různými týmy: Jacques Lemaire, Pat Quinn a Scotty Bowman získali ocenění dvakrát. Philadelphia Flyers, Detroit Red Wings a Phoenix Coyotes jsou nejúspěšnějšími týmy (po čtyřech vítězstvích), i když Coyotes měli dva vítěze jako Winnipeg, než se přestěhoval do Arizony. Bill Barber, Bruce Boudreau a Ken Hitchcock jsou jedinými trenéry, kteří dokázali vyhrát cenu po výměně trenéra, který zahájil sezónu.

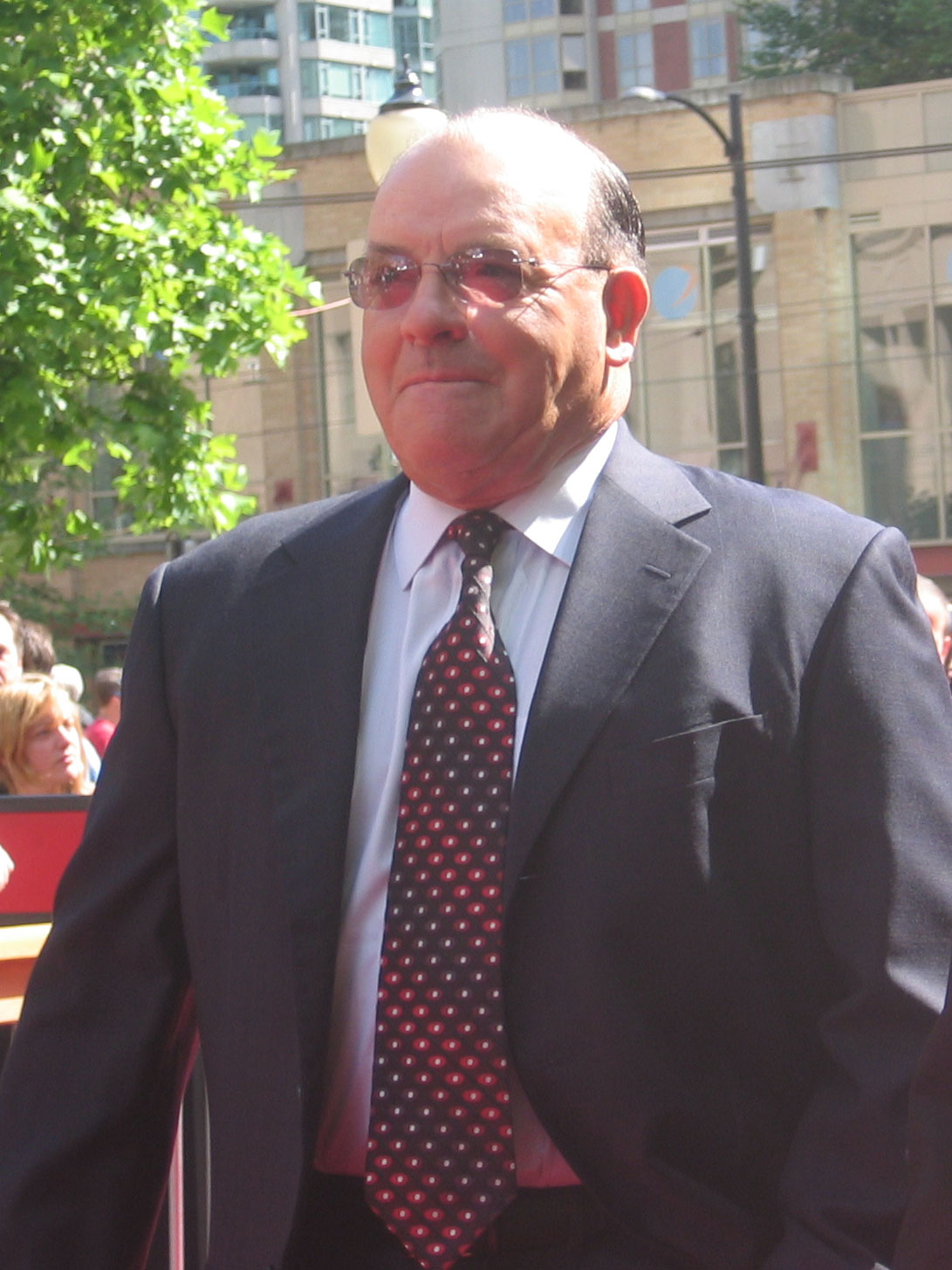
Scotty Bowman

## Vítězové
| Jack Adams Award - (nejlepší trenér) |                       |                       |
| Sezóna                               | Trenér                | Tým                   |
| 1973–1974                            | Fred Shero            | Philadelphia Flyers   |
| 1974–1975                            | Bob Pulford           | Los Angeles Kings     |
| 1975–1976                            | Don Cherry            | Boston Bruins         |
| 1976–1977                            | Scotty Bowman         | Montreal Canadiens    |
| 1977–1978                            | Bobby Krom            | Detroit Red Wings     |
| 1978–1979                            | Al Arbour             | New York Islanders    |
| 1979–1980                            | Pat Quinn             | Philadelphia Flyers   |
| 1980–1981                            | Gordon 'Red' Berenson | St. Louis Blues       |
| 1981–1982                            | Tom Watt              | Winnipeg Jets         |
| 1982–1983                            | Orval Tessier         | Chicago Black Hawks   |
| 1983–1984                            | Bryan Murray          | Washington Capitals   |
| 1984–1985                            | Mike Keenan           | Philadelphia Flyers   |
| 1985–1986                            | Glen Sather           | Edmonton Oilers       |
| 1986–1987                            | Jacques Demers        | Detroit Red Wings     |
| 1987–1988                            | Jacques Demers        | Detroit Red Wings     |
| 1988–1989                            | Pat Burns             | Montreal Canadiens    |
| 1989–1990                            | Bob Murdoch           | Winnipeg Jets         |
| 1990–1991                            | Brian Sutter          | Winnipeg Jets         |
| 1991–1992                            | Pat Quinn             | Vancouver Canucks     |
| 1992–1993                            | Pat Burns             | Toronto Maple Leafs   |
| 1993–1994                            | Jacques Lemaire       | New Jersey Devils     |
| 1994–1995                            | Marc Crawford         | Quebec Nordiques      |
| 1995–1996                            | Scotty Bowman         | Detroit Red Wings     |
| 1996–1997                            | Ted Nolan             | Buffalo Sabres        |
| 1997–1998                            | Pat Burns             | Boston Bruins         |
| 1998–1999                            | Jacques Martin        | Ottawa Senators       |
| 1999–2000                            | Joel Quenneville      | St. Louis Blues       |
| 2000–2001                            | Bill Barber           | Philadelphia Flyers   |
| 2001–2002                            | Bob Francis           | Phoenix Coyotes       |
| 2002–2003                            | Jacques Lemaire       | Minnesota Wild        |
| 2003–2004                            | John Tortorella       | Tampa Bay Lightning   |
| 2004–2005                            | Neudělena pro stávku  |                       |
| 2005–2006                            | Lindy Ruff            | Buffalo Sabres        |
| 2006–2007                            | Alain Vigneault       | Vancouver Canucks     |
| 2007–2008                            | Bruce Boudreau        | Washington Capitals   |
| 2008–2009                            | Claude Julien         | Boston Bruins         |
| 2009–2010                            | Dave Tipett           | Phoenix Coyotes       |
| 2010–2011                            | Dan Bylsma            | Pittsburgh Penguins   |
| 2011–2012                            | Ken Hitchcock         | St. Louis Blues       |
| 2012–2013                            | Paul MacLean          | Ottawa Senators       |
| 2013–2014                            | Patrick Roy           | Colorado Avalanche    |
| 2014–2015                            | Bob Hartley           | Calgary Flames        |
| 2015–2016                            | Barry Trotz           | Washington Capitals   |
| 2016–2017                            | John Tortorella       | Columbus Blue Jackets |
| 2017–2018                            | Gerard Gallant        | Vegas Golden Knights  |
| 2018–2019                            | Barry Trotz           | New York Islanders    |
| 2019–2020                            | Bruce Cassidy         | Boston Bruins         |
| 2020–2021                            | Rod Brind'Amour       | Carolina Hurricanes   |
| 2021–2022                            | Darryl Sutter         | Calgary Flames        |
| 2022–2023                            | Jim Montgomery        | Boston Bruins         |
| 2023–2024                            | Rick Tocchet          | Vancouver Canucks     |
| 2024–2025                            | Spencer Carbery       | Washington Capitals   |
| Zdroj na eliteprospects.com          |                       |                       |